# On purge bébé !
Pour les articles homonymes, voir On purge bébé (homonymie).
On purge bébé ! est un opéra du compositeur belge Philippe Boesmans, créé en 2022 à Bruxelles. L'histoire est adaptée par Richard Brunel depuis la pièce homonyme de 1910 de Georges Feydeau. 

## Historique
Huitième et dernier opéra de Philippe Boesmans, On purge bébé ! est inspiré de la pièce en un acte de Georges Feydeau créée en 1910 et adaptée par le metteur en scène Richard Brunel. La partition n'est pas achevée par le compositeur, qui meurt en avril 2022, et est donc terminée par son ancien élève Benoît Mernier. Commande de La Monnaie de Bruxelles, la création est en coproduction avec l'Opéra national de Lyon.
L'opéra est créé à titre posthume le 13 décembre 2022 à La Monnaie de Bruxelles pour huit représentations, sous la direction de Bassem Akiki avec l'Orchestre symphonique de La Monnaie, mis en scène par Richard Brunel avec des décors d'Étienne Pluss et des costumes de Bruno de Lavenère. La première à l'Opéra de Lyon doit se tenir en juin 2023. La mise en scène lors de la création place l'action dans un décor vintage ressemblant à une maison de poupée avec des papiers peints désuets des années 1960,.

## Description
On purge bébé ! est un opéra en un acte d'une durée d'environ une heure vingt minutes. Adapté du vaudeville « scatalogique » de Georges Feydeau, l'opéra se veut comique et loufoque. L'écriture musicale de Philippe Boesmans, dans cet opéra, accentue à cet effet la prosodie, pour permettre au texte d'être pleinement intelligible ; les récitatifs y sont par ailleurs très présents. Le librettiste a raccourci l'ouvrage initial des deux tiers de sa longueur pour permettre son adaptation à l'opéra.

### Rôles
| Personnage          | Tessiture     | Créateur                                             |
| ------------------- | ------------- | ---------------------------------------------------- |
| Bastien Follavoine  | baryton       | Jean-Sébastien Bou                                   |
| Julie Follavoine    | soprano       | Jodie Devos                                          |
| Aristide Chouilloux | ténor         | Denzil Delaere/Carlos Natale                         |
| Clémence Chouilloux | mezzo-soprano | Sophie Pondjiclis                                    |
| Horace Truchet      | basse         | Jérôme Varnier                                       |
| Toto (adulte)       |               | Tibor Ockenfels                                      |
| Toto (enfant)       | parlé         | Martin Da Silva Magalhães/ Aurélio Gamboa Dos Santos |

### Résumé
Bastien Follavoine et sa femme Julie, famille bourgeoise ordinaire, tente de soulager leur enfant constipé. Celui-ci, Toto mais surnommé Bébé malgré son âge déjà avancé de sept ans, refuse et fait une crise. Ce matin-là, son père attendait l'arrivée d'Aristide Chouilloux, à qui il veut vendre des pots de chambre en porcelaine incassable pour l'armée française qu'il a inventé. Les réticences de Bébé quand ses parents tentent de lui administrer le purgatif entraînent des tensions au sein d'un couple qui se présente comme harmonieux.